# Nazionale maschile di pallamano dell'Iran
La nazionale iraniana di pallamano rappresenta l'Iran nelle competizioni internazionali e la sua attività è gestita dalla IR Iran Handball Federation.

## Statistiche

### Campionato asiatico
| Anno                | Pos.               | PD                 | V                  | N                  | P                  | GF                 | GS                 | DR                 | Punti              |
| ------------------- | ------------------ | ------------------ | ------------------ | ------------------ | ------------------ | ------------------ | ------------------ | ------------------ | ------------------ |
| 1977 Kuwait         | Non ha partecipato | Non ha partecipato | Non ha partecipato | Non ha partecipato | Non ha partecipato | Non ha partecipato | Non ha partecipato | Non ha partecipato | Non ha partecipato |
| 1979 Cina           | Non ha partecipato | Non ha partecipato | Non ha partecipato | Non ha partecipato | Non ha partecipato | Non ha partecipato | Non ha partecipato | Non ha partecipato | Non ha partecipato |
| 1983 Corea del Sud  | Non ha partecipato | Non ha partecipato | Non ha partecipato | Non ha partecipato | Non ha partecipato | Non ha partecipato | Non ha partecipato | Non ha partecipato | Non ha partecipato |
| 1987 Giordania      | Non ha partecipato | Non ha partecipato | Non ha partecipato | Non ha partecipato | Non ha partecipato | Non ha partecipato | Non ha partecipato | Non ha partecipato | Non ha partecipato |
| 1989 Cina           | 8º                 | 4                  | 1                  | 0                  | 3                  | 94                 | 126                | -32                | 2                  |
| 1991 Giappone       | 11º                | 4                  | 1                  | 1                  | 2                  | 110                | 132                | -22                | 3                  |
| 1993 Bahrein        | 9º                 | 2                  | 0                  | 0                  | 2                  | 50                 | 58                 | -8                 | 0                  |
| 1995 Kuwait         | Non ha partecipato | Non ha partecipato | Non ha partecipato | Non ha partecipato | Non ha partecipato | Non ha partecipato | Non ha partecipato | Non ha partecipato | Non ha partecipato |
| 2000 Giappone       | 5º                 | 4                  | 0                  | 0                  | 4                  | 61                 | 132                | -71                | 0                  |
| 2002 Iran           | 5º                 | 4                  | 2                  | 1                  | 1                  | 104                | 96                 | +8                 | 5                  |
| 2004 Qatar          | 7º                 | 5                  | 2                  | 0                  | 3                  | 131                | 138                | -7                 | 4                  |
| 2006 Thailandia     | 4º                 | 5                  | 2                  | 0                  | 3                  | 122                | 109                | +13                | 4                  |
| 2008 Iran           | 4º                 | 6                  | 3                  | 0                  | 3                  | 184                | 179                | +5                 | 6                  |
| 2010 Libano         | 7º                 | 6                  | 3                  | 0                  | 3                  | 161                | 146                | +15                | 6                  |
| 2012 Arabia Saudita | 5º                 | 5                  | 3                  | 0                  | 2                  | 124                | 115                | +9                 | 6                  |
| 2014 Bahrein        | 3º                 | 7                  | 3                  | 3                  | 1                  | 215                | 171                | +44                | 9                  |
| 2016 Bahrein        | 5º                 | 7                  | 5                  | 0                  | 2                  | 199                | 184                | +15                | 10                 |
| 2018 Corea del Sud  | 5º                 | 6                  | 4                  | 0                  | 2                  | 195                | 157                | +38                | 8                  |
| 2020 Kuwait         | 6º                 | 6                  | 2                  | 1                  | 3                  | 176                | 151                | +25                | 5                  |
| Totale              | 14/19              | 71                 | 31                 | 6                  | 34                 | 1926               | 1894               | +30                | 68                 |

### Giochi asiatici
| Anno               | Pos.               | PD                 | V                  | N                  | P                  | GF                 | GS                 | DR                 | Punti              |
| ------------------ | ------------------ | ------------------ | ------------------ | ------------------ | ------------------ | ------------------ | ------------------ | ------------------ | ------------------ |
| 1982 India         | Non ha partecipato | Non ha partecipato | Non ha partecipato | Non ha partecipato | Non ha partecipato | Non ha partecipato | Non ha partecipato | Non ha partecipato | Non ha partecipato |
| 1986 Corea del Sud | 5º                 | 5                  | 1                  | 0                  | 4                  | 90                 | 185                | -95                | 2                  |
| 1990 Cina          | Non ha partecipato | Non ha partecipato | Non ha partecipato | Non ha partecipato | Non ha partecipato | Non ha partecipato | Non ha partecipato | Non ha partecipato | Non ha partecipato |
| 1994 Giappone      | Non ha partecipato | Non ha partecipato | Non ha partecipato | Non ha partecipato | Non ha partecipato | Non ha partecipato | Non ha partecipato | Non ha partecipato | Non ha partecipato |
| 1998 Thailandia    | 4º                 | 5                  | 2                  | 0                  | 3                  | 126                | 146                | -20                | 4                  |
| 2002 Corea del Sud | Non ha partecipato | Non ha partecipato | Non ha partecipato | Non ha partecipato | Non ha partecipato | Non ha partecipato | Non ha partecipato | Non ha partecipato | Non ha partecipato |
| 2006 Qatar         | 3º                 | 8                  | 5                  | 0                  | 3                  | 220                | 203                | +17                | 10                 |
| 2010 Cina          | 2º                 | 6                  | 4                  | 0                  | 2                  | 185                | 156                | +29                | 8                  |
| 2014 Corea del Sud | 4º                 | 7                  | 3                  | 0                  | 4                  | 188                | 164                | +24                | 6                  |
| 2018 Indonesia     | 5º                 | 6                  | 3                  | 0                  | 3                  | 202                | 152                | +50                | 6                  |
| Totale             | 6/10               | 37                 | 18                 | 0                  | 19                 | 1011               | 1006               | +5                 | 36                 |